# Canton de Champigny-sur-Marne
Le canton de Champigny-sur-Marne est une ancienne division administrative française située dans le département du Val-de-Marne et la région Île-de-France.
Créé en 1967, il est supprimé en 1976 afin de permettre de répartir la commune entre les cantons de Champigny-sur-Marne-Ouest et de Bry-sur-Marne.

## Histoire
Le canton de Champigny-sur-Marne, ne regroupant qu'une partie de la commune de Champigny-sur-Marne, est créé lors de la mise en place du département du Val-de-Marne par le décret du 20 juillet 1967 .
Le canton est supprimé par le décret du 20 janvier 1976  qui modifie le découpage de la  commune  de Fontenay-sous-Bois, afin de permettre la création des cantons de Champigny-sur-Marne-Est et de Champigny-sur-Marne-Ouest.

## Représentation
| Période | Période | Identité                    | Étiquette | Qualité                                              |
| ------- | ------- | --------------------------- | --------- | ---------------------------------------------------- |
| 1967    | 1976    | Pierre Vincenot (1929-2000) | PCF       | Photograveur Adjoint au Maire de Champigny-sur-Marne |

## Composition
Le canton comprenait, selon la toponymie du décret de 1967, la partie de Champigny-sur-Marne, «  délimitée 
- au Sud par l'avenue Roger-Salengro (côtés pair et impair) et la voie ferrée, jusqu'à la Marne,
 - et au Nord par la rue Alexandre-Fourny (non incluse, jusqu'à la rue de la Pipée), la rue de la Pipée (non incluse), la rue de Bernau (non incluse, jusqu'à la rue de l’Égalité), la rue de l’Égalité (non incluse, jusqu'à la rue Alexandre-Fourny), la rue Alexandre-Fourny (non incluse), l'avenue de la République (non incluse, jusqu'à la rue Aristide-Briand), la rue Aristide-Briand (non incluse, jusqu'à la rue Henri-Barbusse), la rue Henri-Barbusse (non incluse), la voie ferrée, le boulevard de Stalingrad (non inclus, jusqu'à l'avenue du Général-de-Gaulle), l'avenue du Général-de-Gaulle (non incluse), l'avenue Roger-Salengro (côtés pair et impair) jusqu'à la limite de la commune ».
Le surplus de la commune de Champigny-sur-Marne était inclus dans les cantons de Bry-sur-Marne et de Joinville-le-Pont.